# كارلو تشيفينيني
خطأ لوا في mw.text.lua على السطر 25: bad argument #1 to 'match' (string expected, got nil).
كارلو سيفينيني (Carlo Cevenini)، (ميلانو، 8 مارس 1901 - 9 يونيو 1965)، لاعب كرة قدم إيطالي سابق. لعب مع إيه سي ميلان سبعة مواسم سجل خلالها 73 هدفا.